# (31426) 1999 BA5
1999 بي أي 5 (ويعرف أيضًا باسم (31426) 1999 بي أي 5 وفق تسمية الكوكب الصغير) (بالإنجليزية: 1999 BA5)‏ هو كويكب ضمن حزام الكويكبات؛ وترتيبه 31426 من حيث الاكتشاف.
اكتُشف هذا الجُرم الفلكي بواسطة OCA–DLR Asteroid Survey ‏ في 19 يناير 1999.

## وصلات خارجية
- (31426) 1999 BA5 في قاعدة بيانات مختبر الدفع النفاث لأجرام النظام الشمسي الصغيرة

- الاكتشاف · مخطط المدار ·  العناصر المدارية · المعلمات المادية

- (31426) 1999 BA5 على موقع ويكي سكاي: DSS2, SDSS, GALEX, IRAS, Hydrogen α, X-Ray, Astrophoto, Sky Map, Articles and images